# Los Guayos (comune)
Los Guayos è un comune del Venezuela situato nello stato del Carabobo.
Il capoluogo del comune è la città di Los Guayos.